# Codex Sinopensis

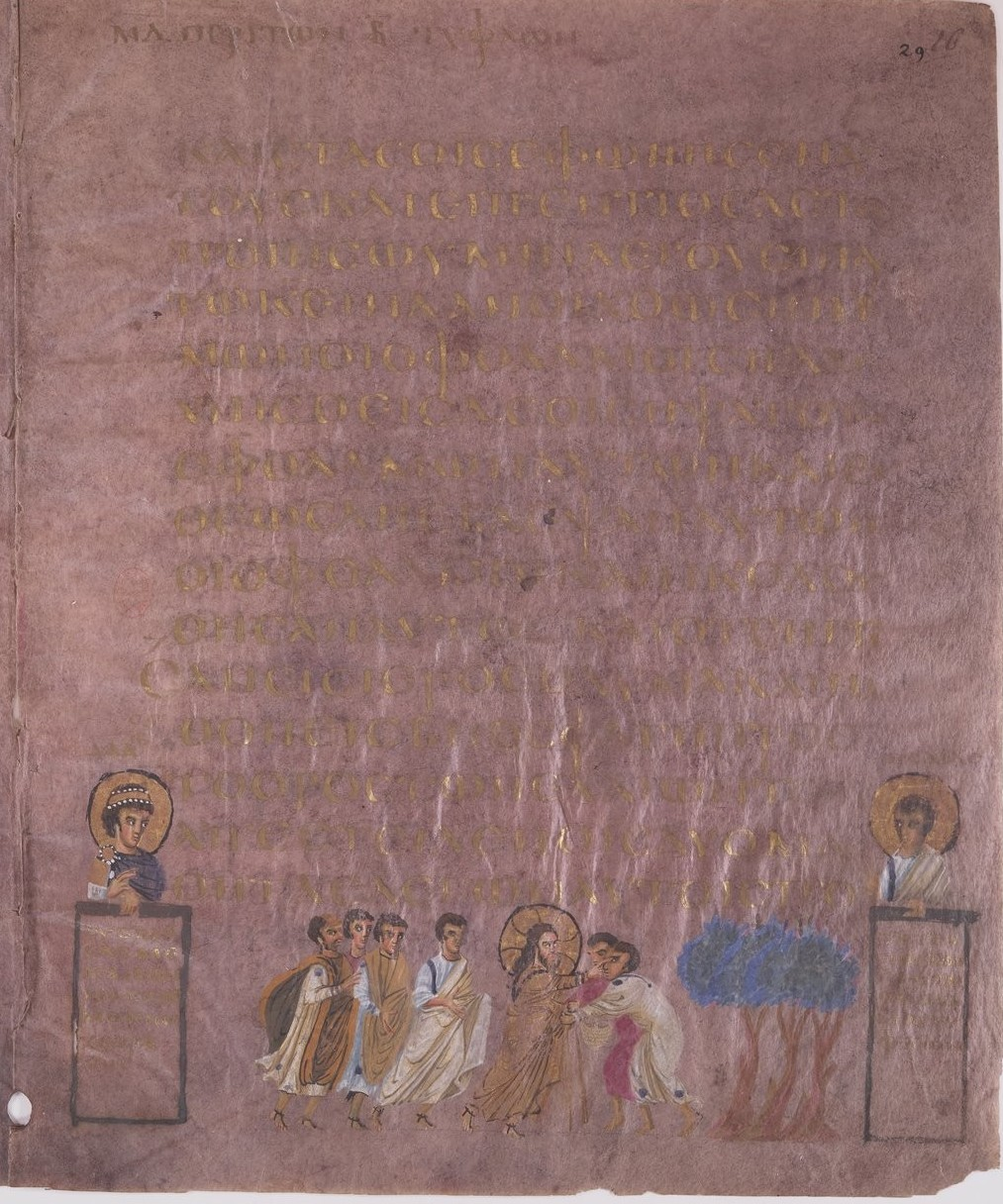
Escena de la curación de los dos hombres ciegos, flanqueada por David e Isaías, f. 29r

El Codex Sinopensis (Gregory-Aland O o 023; Soden ε 21) es un manuscrito bíblico iluminado del siglo vi. Se conserva en estado muy fragmentario: de los folios originales, probablemente entre 145 y 160, han sobrevivido apenas cuarenta y tres con diversos pasajes del Evangelio de Mateo. Es un objeto suntuoso, realizado en pergamino purpúreo y escrito en letras de oro, que probablemente se usara como evangeliario durante la liturgia. Es, junto al Codex Rossanensis, el manuscrito del Nuevo Testamento iluminado más antiguo.
Forma parte de la colección de la Biblioteca Nacional de Francia como Supplement Grec. 1286.

## Descripción

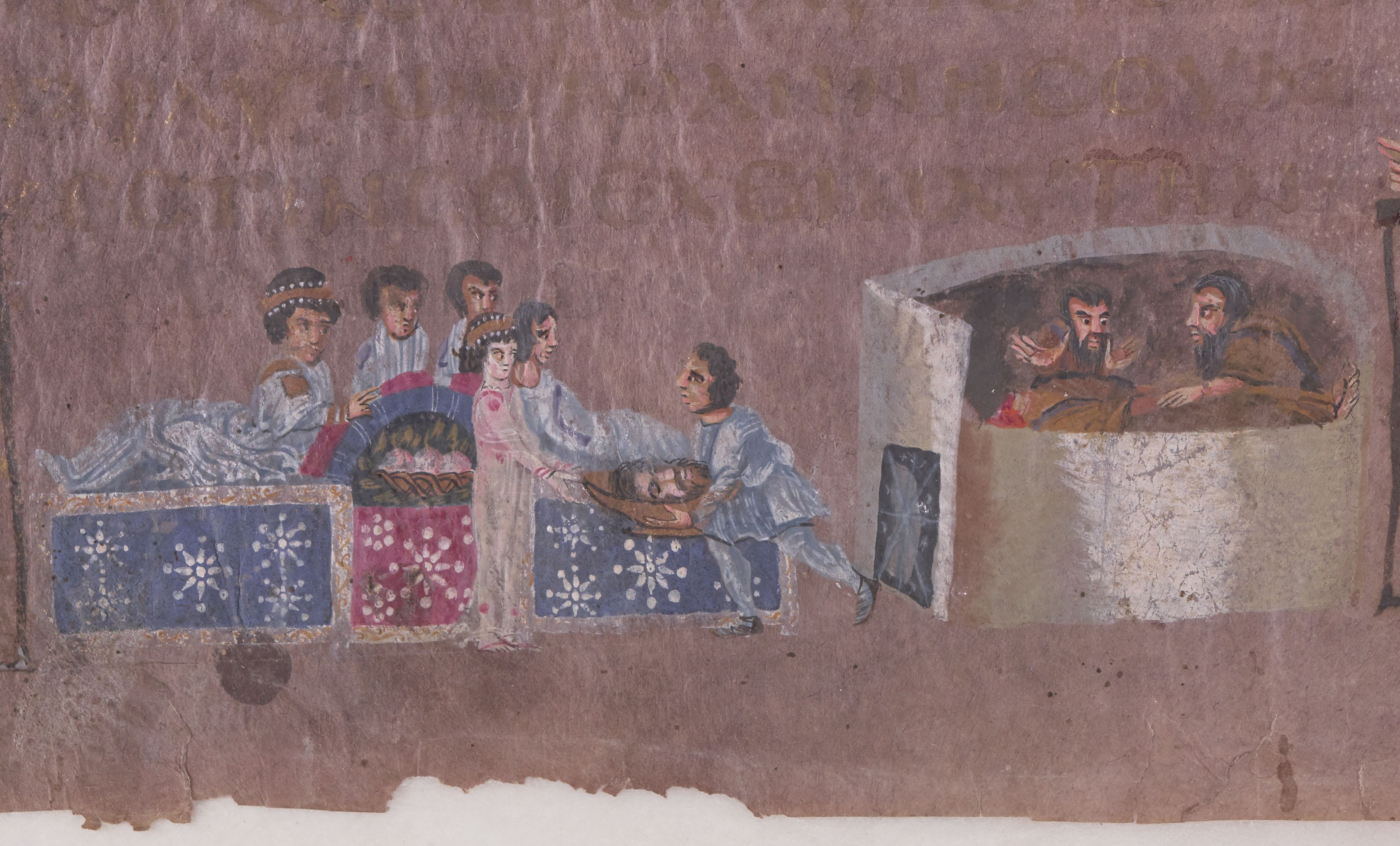
Salomé con la cabeza del Bautista, f. 10 v

El manuscrito, compuesto por 43 folios de pergamino teñido de púrpura de 30×25 cm, contiene diversos pasajes del Evangelio de Mateo. Está escrito en griego, en unciales doradas que se suceden en scriptio continua, sin espíritus ni acentos. Debido a que la tinta de oro no se adhirió bien al pergamino, muchas de las letras son apenas visibles.
El texto está organizado en columnas de dieciséis líneas, que se reducen a quince en las páginas ilustradas. Su lectura es similar a la de los códices Rossanensis, Beratinus y Petropolitanus Purpureus. Según Kurt Aland, el texto es de tipo bizantino y se ubica en la Categoría V.
El códice es, junto al Rossanensis, uno de los manuscritos iluminados del Nuevo Testamento más antiguo. Está decorado con cinco miniaturas de diversas escenas bíblicas, todas sobre el borde inferior de la página. A uno y otro lado de cada escena, figuran dos profetas con un rollo con pasajes de la Septuaginta en la mano. David y Moisés aparecen junto a la imagen del festín de Herodes (f.10v) y las de las multiplicaciones de los panes y los peces (ff. 11r, 15r), David e Isaías flanquean la de la curación de los dos ciegos (f. 29r), y David y Habacuc, la de parábola de la higuera estéril (f. 30v). Aparentemente, había otras tres miniaturas, en folios hoy perdidos, que representaban el milagro de la moneda en la boca del pez, la parábola de los trabajadores del viñedo y la entrada en Jerusalén. El estilo de las imágenes es similar a las del Codex Rossanensis.

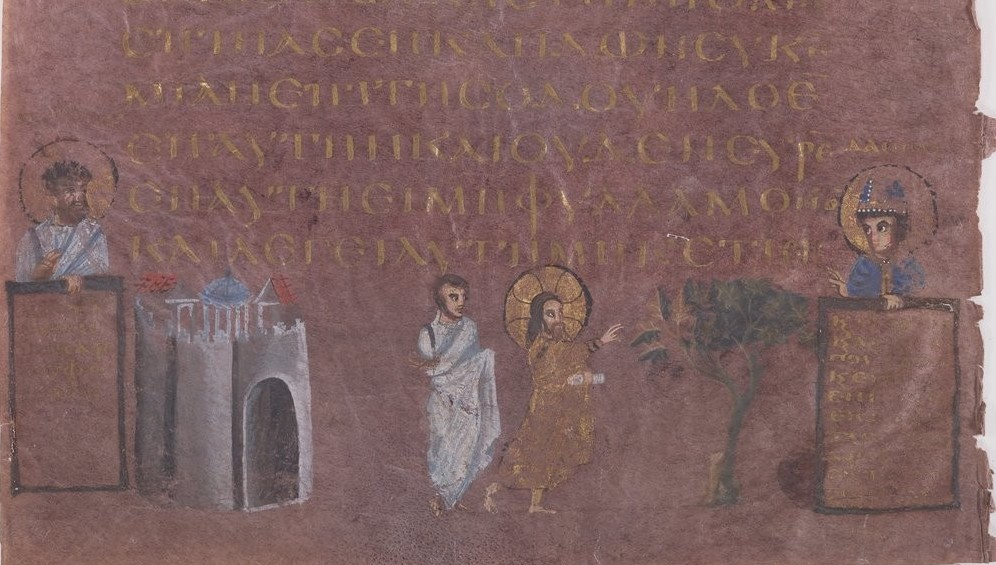
Parábola de la higuera estéril, rodeada por David y Habacuc, f. 30v

Historiadores de arte y críticos bíblicos acuerdan en que fue realizado en el siglo vi, pero se desconoce quién fue su autor y para quién lo hizo. Tampoco hay consenso sobre su lugar de origen, aunque se han sugerido Constantinopla y la región siriopalestina. Posiblemente se lo utilizaba como evangeliario durante la liturgia, o fue hecho para regalar al emperador.
El códice original estaba probablemente formado por entre 145 y 160 folios: 145 dedicados al evangelio y los restantes a los cánones eusebianos, la Epístola a Carpiano, la lista de kefalaia (división en capítulos) de Mateo y, quizás, también miniaturas. De ellos han sobrevivido sólo 43, conservados en la Biblioteca nacional de Francia. Las hojas están curvadas hacia adentro, por lo que es posible que el manuscrito haya sido dañado por el fuego. Otra página, sin ilustraciones, encontrada a principios del siglo xix en la ciudad ucraniana de Mariúpol, se extravió en la década de 1960.
Se lo llamó Codex Sinopensis por el lugar en que fue encontrado: según Henri Omont, en 1899 un militar francés le compró el manuscrito a una "anciana griega" en la ciudad de Sinope. Al año siguiente, Omont, bibliotecario y filólogo, lo adquirió para la Biblioteca nacional de Francia y, en 1901, editó el texto.